# Kurczycia
Kurczycia (ukr. Курчиця) – wieś na Ukrainie, w obwodzie żytomierskim, w rejonie nowogrodzkim, nad Słuczą. W 2001 roku liczyła 554 mieszkańców.